# 心叶凹唇姜
心叶凹唇姜（学名：Boesenbergia fallax）为姜科凹唇姜属下的一个种。